# NGM Vanity
Il Vanity è un telefono cellulare dual SIM di fascia media prodotto dalla NGM in Cina e venduto in Italia a partire dal 2008. In seguito al buon successo commerciale riscontrato dal telefono, l'azienda ha sviluppato una intera collezione di modelli denominati Vanity con caratteristiche differenti tra loro. Ad esempio il Vanity Evo presentato nel 2012 e il Vanity Young.

## Caratteristiche
Lanciato in Italia nel 2008 il Vanity viene definito dalla casa produttrice come un lady phone perché si tratta di un cellulare realizzato in collaborazione con la Swarovski e dedicato al pubblico femminile. Caratteristico del Vanity infatti sono le tre pietre in Swarovski Zirconia incastonate nei tre tasti frontali del telefono. È un dispositivo dual SIM (DSDS) che non possiede connettività UMTS ma solo GSM, EDGE e GPRS.
Esteticamente possiede un'apertura rotatoria di tipo Swivel con tastiera Qwerty compatta e sul retro è presente uno specchio. Lo schermo è di tipo LCD a 262 000 colori da 2,4'’. Per sottolineare la vocazione femminile del cellulare anche il menù interno del sistema operativo possiede una colorazione bianco-rosa delle icone mentre la retroilluminazione dei tasti è di colore azzurro chiaro. La memoria interna è di 512 MB ma la NGM fornisce nella confezione una microSD da 2 GB; è possibile però sostituire la microSD da 2GB con una fino alla capacità massima di 8 GB. Assente la connessione Wi-Fi mentre è presente per la trasmissione di dati Bluetooth 2.0 oppure quella USB. La fotocamera solo posteriore è di 3,2 megapixel.
Un'altra caratteristica del Vanity è la funzione Black List/White List che devia le chiamate e i messaggi in entrata di alcuni numeri, possibilità di bloccare le chiamati provenienti da numeri non salvati in rubrica oppure dai numeri sconosciuti e l'inedita funzione Rumori di Fondo che riproduce in maniera fittizia durante una chiamata alcune situazioni ambientali. Il Vanity veniva prodotto solo nella colorazione esterna bianca. 

## Vanity Limited Edition
Successivamente la NGM introduce la versione aggiornata denominata Limited Edition che viene prodotta anche nella nuova colorazione rosa (oltre al bianco) e introduce la funzione SRS per ascoltare i brani con effetto surround. Il Vanity Limited Edition sostituisce completamente il precedente Vanity e attualmente viene prodotto insieme alle versioni successive.

## Vanity Collection
In seguito al buon successo commerciale riscontrato dal modello Vanity la NGM ha deciso di lanciare numerose versioni successive creando una vera e propria collezione a marchio Vanity: oltre al modello standard lanciato nel 2008 e sostituito dalla variante Limited Edition la casa madre ha lanciato la versione Vanity Smart, Vanity Evo, Vanity Young, Vanity Touch e Vanity Qwerty.